# Giovanni Rogatino
Giovanni, soprannominato Rogatino (fl. VI secolo), è stato un generale bizantino vissuto nel VI secolo.

## Biografia
Nel 563 era magister militum per Africam, ovvero comandante supremo delle forze bizantine in Africa. Nel gennaio del medesimo anno si rifiutò di pagare la pensione annuale in oro che Koutzinas, capo dei Mauri, era solito ricevere dall'Impero, e anzi lo fece assassinare, causando una seria rivolta dei Mauri, adirati per l'assassinio del loro capo.
I Mauri devastarono parti di Africa bizantina, prima di essere fermati da Marciano, magister militum e nipote di Giustiniano, inviato in Africa dallo zio proprio per sedare la rivolta. Marciano riuscì infine a sconfiggerli, pacificando di nuovo l'Africa.
Non è da escludere che Giovanni Rogatino, invece di detenere la carica di magister militum, fosse prefetto del pretorio, perché apparentemente non aveva eserciti con cui sedare la rivolta, che dovette essere sedata da Marciano.